# Ordre de préséance en Suisse
La liste suivante présente l'ordre de préséance protocolaire en Suisse. 
1. Le Conseil fédéral in corpore
  - a) le président de la Confédération
  - b) le vice-président du Conseil fédéral
  - c) les conseillers fédéraux dans l’ordre de préséance déterminé par la date de leur élection par l’Assemblée fédérale
  - d) le général de l'Armée suisse
2. Le président du Conseil national
3. Le président du Conseil des États
4. Le chancelier de la Confédération
5. Le président du Tribunal fédéral
6. Les anciens conseillers fédéraux
7. Les présidents des gouvernements cantonaux selon l’ordre indiqué dans la Constitution fédérale (art.1)[n 1]
8. Les cardinaux
9. Le président de la Fédération des églises protestantes
10. Le Grand Rabbin
11. Nonce apostolique, suivi par les ambassadeurs accrédités à Berne
12. Le vice-président du Conseil national
13. Le vice-président du Conseil des États
14. Le vice-président du Tribunal fédéral
15. Les conseillers nationaux selon la date de leur élection
16. Les conseillers aux États selon la date de leur élection
  1. Le chef de l’armée
  2. Les secrétaires d’État
  3. Les évêques
17. Les juges du Tribunal fédéral selon la date de leur élection
18. Le président du Tribunal pénal fédéral
19. Le président du Tribunal administratif fédéral
20. Le président du Tribunal fédéral des brevets
21. Le procureur général de la Confédération
22. Les autorités suisses et le personnel de la Confédération selon la liste de préséance suivante:
  1. Les chefs des missions diplomatiques suisses
  2. Les commandants de corps
  3. Le président de la direction générale de la Banque Nationale Suisse (BNS)
  4. Le président du conseil d’administration des Chemins de fer fédéraux suisses (CFF)
  5. Le président du conseil d’administration de la Poste Suisse
  6. Le président du Conseil des écoles polytechniques fédérales
23. Les vice-présidents des gouvernements cantonaux selon l’ordre indiqué dans la Constitution fédérale (art.1)
24. Le vice-président du Tribunal pénal fédéral
25. Le vice-président du Tribunal administratif fédéral
26. Le vice-président du Tribunal fédéral des brevets
27. Les membres des gouvernements cantonaux selon l’ordre indiqué dans la Constitution fédérale (art.1)
  1. Les membres de la direction de la Banque Nationale Suisse (BNS)
  2. Les ambassadeurs
  3. Les divisionnaires
  4. Les directeurs des offices fédéraux
  5. Le secrétaire général de l’Assemblée fédérale
  6. Les secrétaires généraux des départements
  7. Le secrétaire général du Tribunal fédéral
  8. Le vice-chancelier
  9. Les délégués aux accords commerciaux
28. Le président de la Ville de Berne
  1. Les recteurs des universités et hautes écoles
29. Les présidents des autorités législatives cantonales selon l’ordre indiqué dans la Constitution fédérale (art.1)
  1. Les brigadiers
  2. Les directeurs suppléants de l'Administration fédérale
30. Les doyens des facultés et directeurs
31. Les présidents des tribunaux cantonaux selon l’ordre indiqué dans la Constitution fédérale (art.1)
  1. Les doyens des autorités religieuses
32. Les juges du Tribunal pénal fédéral selon la date de leur élection
  1. Les professeurs des universités et des hautes écoles
33. Les juges du Tribunal administratif fédéral selon la date de leur élection
34. Les juges du Tribunal fédéral des brevets selon la date de leur élection
35. Les présidents des autorités municipales exécutives selon l’ordre indiqué dans la Constitution fédérale (art.1) excepté Berne
36. Les chanceliers d’État selon l’ordre indiqué dans la Constitution fédérale (art.1) 
  1. Les ministres
  2. Les colonels
  3. Les vice-directeurs de l'administration fédérale
37. Les membres des autorités législatives cantonales selon l’ordre indiqué dans la Constitution fédérale (art.1)
  1. Les juges cantonaux selon l’ordre indiqué dans la Constitution fédérale (art.1)
  2. Les procureurs généraux des cantons selon l’ordre indiqué dans la Constitution fédérale (art.1)
  3. Les présidents des autorités législatives municipales selon l’ordre indiqué dans la Constitution fédérale (art.1)
  4. Les lieutenants-Colonels
  5. Les majors
  6. Les chefs de section de l'Administration fédérale
  7. Les pasteurs et prêtres

## Sources et références
- « Règlement protocolaire de la Confédération  », Département fédéral des affaires étrangères